# Les Mots à la bouche
Les Mots à la bouche est une librairie parisienne spécialisée dans les thèmes LGBT. Elle est située 37, rue Saint-Ambroise (11e arrondissement de Paris).

## Histoire
Cette librairie fut ouverte en 1980. Jean-Pierre Meyer-Genton avec un associé, Yves Clerget, ouvre le lieu dans le 18e arrondissement, rue Simart, près de la mairie. Librairie dans la journée, le magasin sert également de salon de thé et même de restaurant le soir. Ce mélange gastronomico-littéraire ne dure que quelques mois, mais le nom reste. Librairie, mais aussi galerie dans l'arrière-boutique, et même maison d'édition puisque Jean-Pierre Meyer-Genton y héberge l'équipe de la revue Masques, revue des homosexualités qui vient de créer les Éditions Persona. La chaîne de radio Fréquence Gay y fait aussi des émissions en direct.
En 1983, Jean-Pierre Meyer-Genton repère un bail disponible dans le Marais, rue Sainte-Croix-de-la-Bretonnerie. Le quartier du Marais n'est pas vraiment à ce moment-là un quartier gay puisqu'il ne comprend que trois établissements LGBT et, désormais, une librairie-galerie gay. Le succès n'est pas immédiat, et ne prendra vraiment que dans la deuxième moitié des années quatre-vingt.
En juillet 1996, Jean-Pierre Meyer-Genton meurt des suites d'un cancer et la librairie est reprise par son compagnon, Walter Paluch.
En 2016, les livres de la librairie représentaient environ 12 000 titres. La librairie vend également vidéos et DVD (plus de 400 films en VO) ainsi que la presse gay française et internationale, des revues « life-style » aussi bien que des livres ayant comme thème la mode, le design ou l'architecture. En 1998, elle se dote d'un site internet.
En 2019, à la suite de la gentrification du quartier, (certains[Qui ?] pointant une gaytrification) et la montée des prix impliquant une hausse du prix du bail commercial, la Mairie de Paris annonce vouloir aider la librairie à chercher de nouveaux locaux,,,. Elle s'installe finalement au 37, rue Saint-Ambroise (Paris 11e) et change de modèle économique pour devenir en 2021 une SCOP.